# Хронология на колонизирането на Новия свят
- 1419 – открит е остров Мадейра.
- 1427 – открити са Азорските острови.
- 1434 – Жил Еаниш преодолява всяващия ужас нос Бохадор.
- 1488 – Бартоломеу Диаш открива нос Добра Надежда, което е предусловие за успеха на Вашку да Гама.
- 1492 – Христофор Колумб, който си поставя за цел да стигне до Индия, плавайки на запад, открива Бахамските острови, Куба и остров Испаньола.
- 1498 – Вашку да Гама открива морския път до Индия.
- 1519 – испанците пристигат в района на Теночтитлан, днешен Мексико сити.
- 1519–1522 – експедицията на Фернандо Магелан извършва първото в историята околосветско пътешествие, с което доказва окончателно кълбовидната форма на Земята. Това откритие е с много по-сериозни последици, тъй като догмите на Католическата църква са поставени под въпрос, а това е пореден аргумент срещу нея. Натрупването на точно такива аргументи ще доведе в следващите векове Просвещението и буржоазните революции, насочени срещу класата на духовниците и благородниците.
  - → 1543 – В тази година полякът Николай Коперник ще издаде знаменитото си произведение „За въртенето на небесните сфери“, в което развива представата за хелиоцентричното устройство на Слънчевата система.
- 1521 – към този момент ацтекската столица Теночтитлан е изравнена със земята от испанците.
  - → 1524 В немския град Нюрнберг е отпечатана първата географска карта на ацтекския град Теночтитлан. Носи герба на Хабсбургите. Заедно с картата са обнародвани на латински и писмата на Ернан Кортес до император Карл V, който по това време освен свещеноримски император, е и крал на

Кастилия и Арагон.